# ジーン・バテン

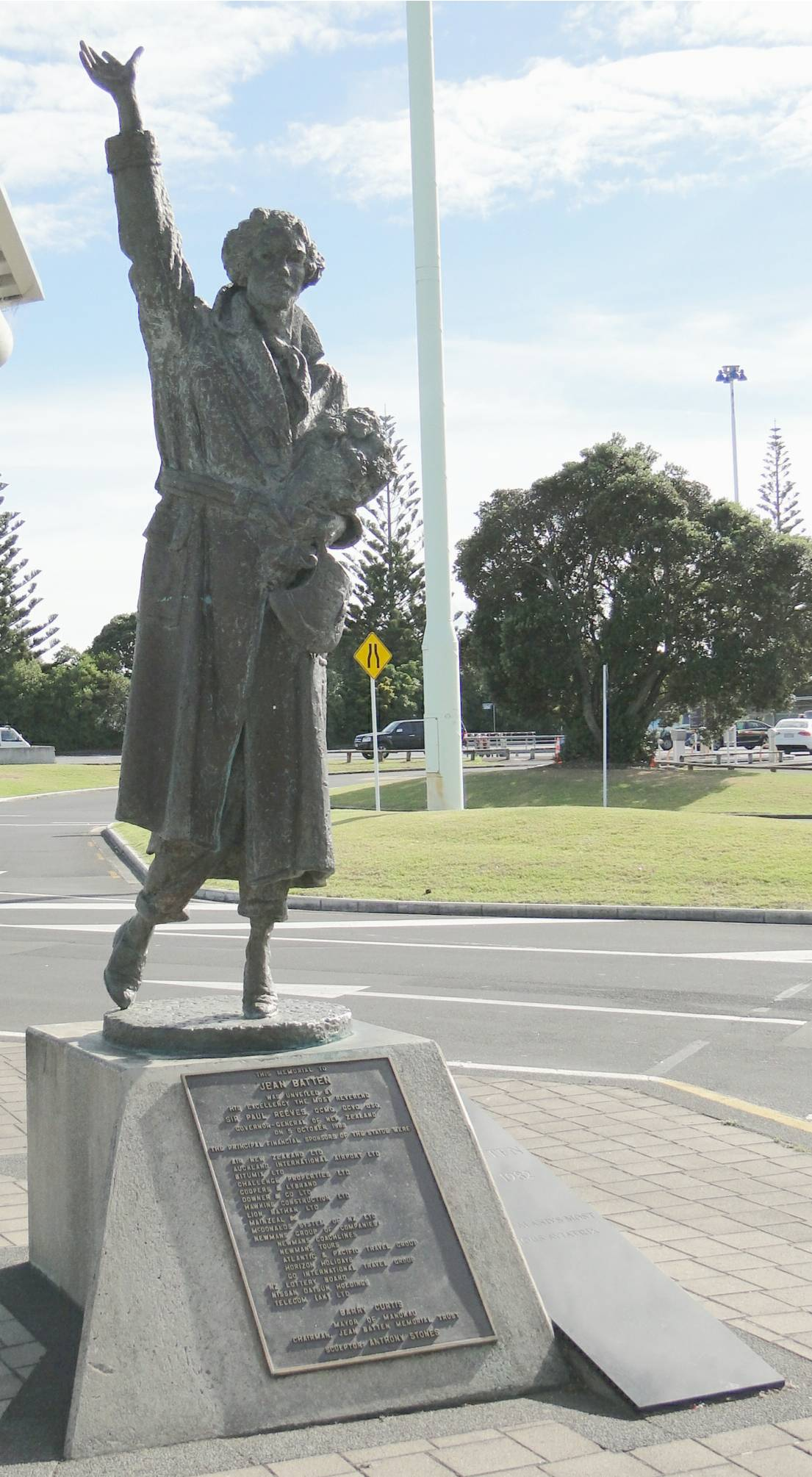
オークランド国際空港に建つジーン・バテン像

ジーン・バテン（Jean Gardner Batten，CBE，1909年9月15日 - 1982年11月22日）は、ニュージーランドの女性パイロット。後述のようにいろいろな記録飛行を達成した。その端麗な容姿から「空のガルボ」と呼ばれた。
1982年11月22日、スペインのマヨルカ島で犬に咬まれた傷がもとで死去。73歳。孤独な死であったため、その死が明らかとなったのは5年後の事だった。

## 主な飛行記録
- 1933年イギリス－インド間飛行
- 1933年イギリス－オーストラリアの女性の記録14日22時間30分
- 1935年オーストラリア－イギリス復路17日15時間
- 1935年イギリス－ブラジル間61時間15分、南大西洋の女性として最初の単独横断飛行など